# باشگاه فوتبال چلتنهام تاون
باشگاه فوتبال چلتنهام تاون (به انگلیسی: Cheltenham Town Football Club) یک باشگاه فوتبال در شهر چلتنهام، کشور انگلستان است که در سال ۱۸۸۷ میلادی تأسیس شده‌است. درحال حاضر در رده دوازدهم جدول لیگ یک انگلیس است

## چم۲۱اونز

نماد قهرمانی چلتنهام تاون در فصل ۲۰۲۰–۲۱

چم۲۱اونز قهرمان چلتنهام تاون برای لیگ دو فصل ۲۰۲۰–۲۱